# 表浜ブルーウォーク

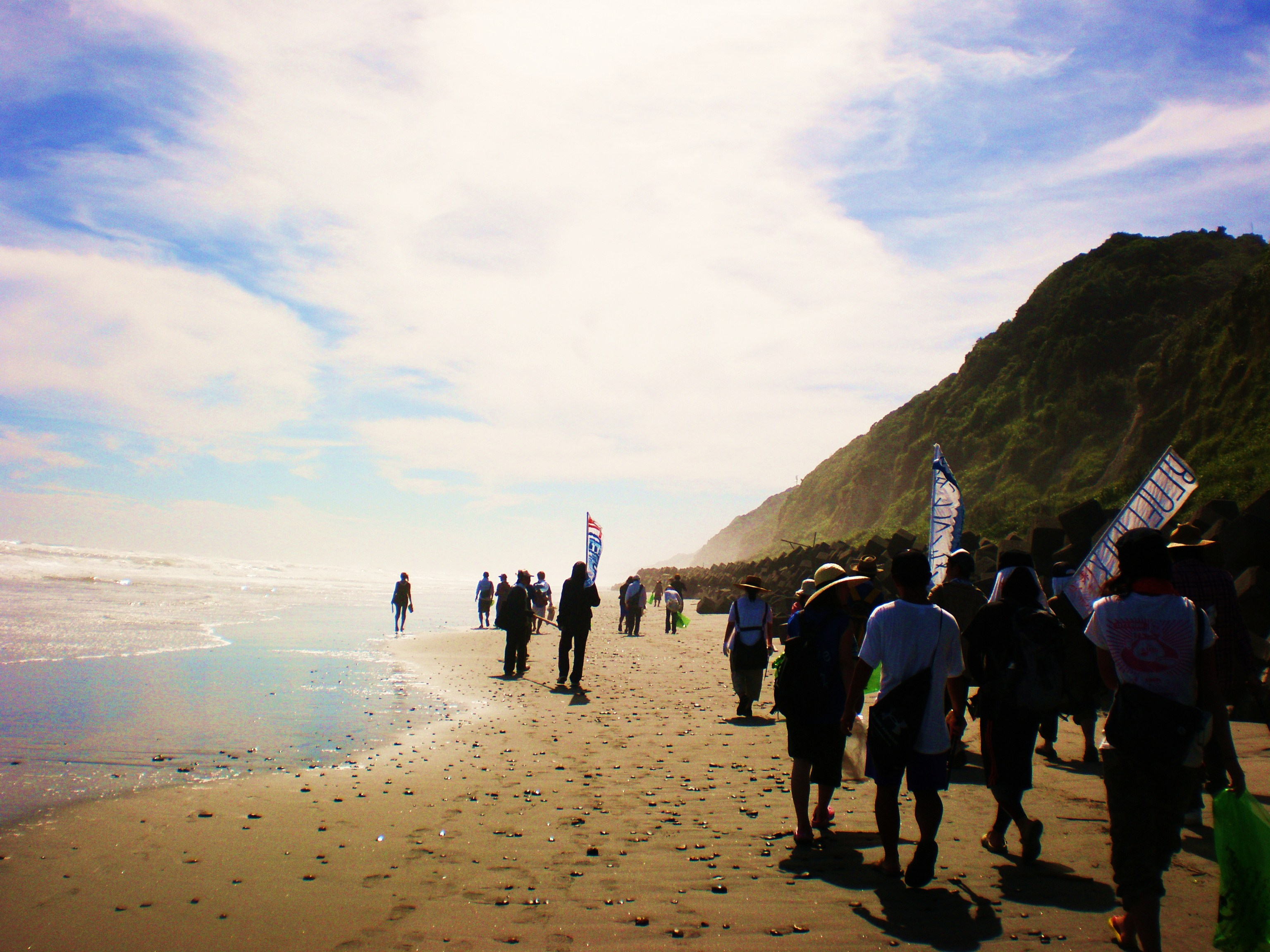
海岸清掃中の風景

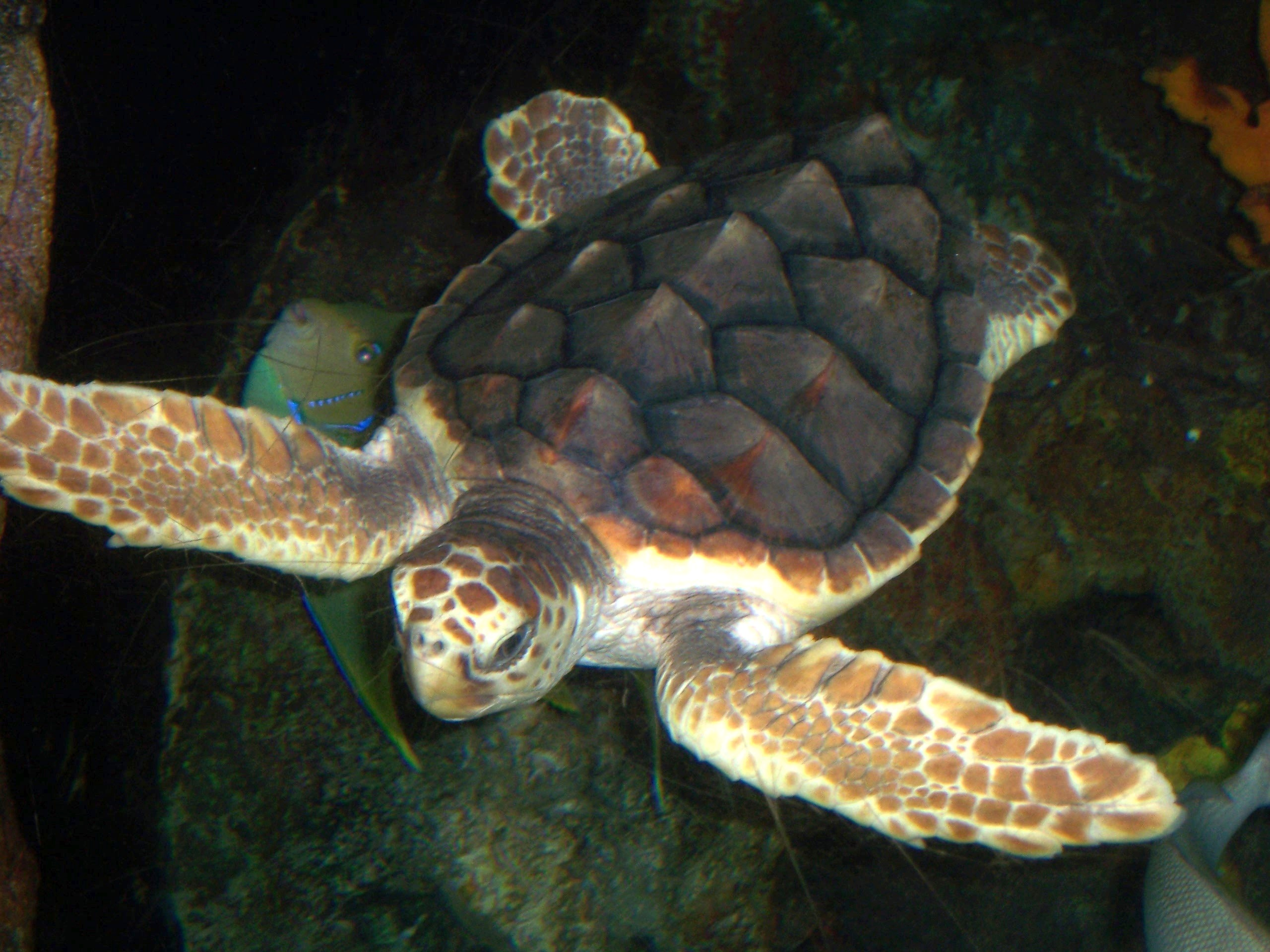
アカウミガメ

表浜ブルーウォーク（おもてはまブルーウォーク）とは、愛知県豊橋市の学生らが中心となって始まった、愛知と静岡の県境からスタートし、おおよそ10日間かけてゴールの伊良湖岬灯台を目指す表浜海岸（片浜十三里）延べ50Kmの海岸清掃活動である。
2007年に行われた第一回ブルーウォークの参加者は約100名、翌年は約300名、2009年で第三回を迎えたこの活動は参加者600名を超える規模の海岸清掃活動となった。2017年現在の主催団体はBLUE WALKである。

## 概要
愛知県豊橋市と田原市にまたがる表浜海岸は全国的にも珍しい全長約50キロの弓状の砂浜と海岸崖や丘陵地から形成された海岸である。アカウミガメの有名な産卵地としても知られる自然豊かな海岸であるが近隣市街の河川や遠洋から漂着する生活ゴミの増加によって、景観の悪化やゴミ漂着物に絡まったり誤飲してしまう生物への影響が懸念されている。このような海岸ゴミの問題と個々人の生活は密接に関係しており、さまざまな問題の解決には一人一人のライフスタイルの改善が必要である。このような観点から、地元大学生ら若者が中心となって始まった海岸清掃が表浜ブルーウォークである。
この活動は、「歩くスタイルの海岸清掃」を特徴としており、清掃時間中は終始歩きながらゴミを拾い続ける。一日の清掃区間が終了すると、翌日は前日のゴール地点から清掃を開始、10日間かけて表浜海岸50kmの全てを歩いて清掃する。
表浜ブルーウォークは幅広い市民に対する環境意識の向上、啓蒙活動に主眼がおかれているため、ゴミの量や参加人数に関わらず一定区間の清掃を行っており、また活動期間中にはメディアへの働きかけや、表浜や海岸ゴミに関連したワークショップを開催している。

## 活動内容
毎年8月中旬に開催され、参加者はBLUE WALKが一般公募により募る。参加期間は10日間のうち個人の都合に合わせ選ぶことができる。海岸清掃のスタートは県境の東細谷から始まり、概ね一日あたり6kmの区間を清掃しながらゴールの伊良湖岬灯台を目指す。清掃時間中は猛暑に備えて水やテントを備えた並走車が参加者をサポートしている。
宿泊施設には地域の民家や公民館、廃校などを利用しているため宿泊日数の多い参加者であっても金銭的な負担は低い。
活動期間中はさまざまなワークショップが開催され、ゴミ拾いだけでなく海岸やその地域の問題についての勉強会やゴミを利用したイベント、参加者同士の交流会などが行われる。
2009年度においてはゴミを利用した砂とゴミのアート、「ゴミがえり」や清掃中に拾ったペットボトルと参加者から募って集めたキャンドルを利用した「募キャンドルナイト」、NPO法人表浜ネットワークによる「表浜海岸とウミガメについて」の講演会などが開催された。
またゴミ拾いと並行して海岸ゴミの種類調査や海岸に流れ着いたライターから製造元の国を特定するライタープロジェクト、回収したペットボトルのキャップから得られた売却益を開発途上国の子どもへのワクチン代として寄贈するエコキャップ運動などが行われた。2009年度の調査によれば、回収したごみの総量は約3トン、漂着ゴミの1/4ほどがペットボトルであり、80%以上が日常生活由来のゴミであった。